# Jezsuita Diákszövetség Egyesület
Jezsuita Diákszövetség Egyesület (JIDE) a jezsuita rend egyik egyesülete.

## Kezdetek
A JIDÉ-t 1989-ben, közvetlenül a gyülekezési és egyesülési jogról szóló törvény megjelenését követően, „154”-es sorszám alatt vette nyilvántartásba a Fővárosi Bíróság. Ez azt jelenti, hogy az Egyesület alakulása megelőzte a jezsuita rend Magyarországra való visszatérésének és újraindulásának kezdő időpontját.
A JIDE kezdetben elsősorban az egyházi iskolák államosítását megelőzően Pécsett működő Pius Gimnázium egykori hallgatóiból állt, akik az élénk és színes diákéletre való emlékezés mellett igyekeztek közéleti műveltségüket is pallérozni. Ennek keretében a rendszerváltozást követő, újrainduló, pezsgő civil társadalmi életbe bekapcsolódva, rendszeres előadásokat szervezve váltak aktív tagjaivá a hazai, alulról építkező szervezeti életnek. Az összejövetelek egy része diákélettel, iskolával kapcsolatos volt, más részük világnézeti jellegű, de szép számmal tartottak tudományos – ismeretterjesztő, vagy közéleti – politikai előadásokat is.
A JIDE aktív szellemi támogatást nyújtott a Miskolcon megalapított Fényi Gyula Jezsuita Gimnázium és Kollégium beindításához és tagjai baráti kört szerveztek a kispesti Szent Ignác Jezsuita Szakkollégium működésének elősegítéséhez is.
Az idősebb generáció hamar ledolgozta azt a hátrányt, mellyel a többi egyházi diákszövetséghez képest indult és rövid időn belül az egyik legaktívabb szerveződéssé vált.

## Média
1982 óta saját lapot ad ki, évente három alkalommal jelenik meg az Arany – Ezüst. 

## Szekciók
A JIDÉ-n, mint országos szervezeten belül 9 szekció működik:
- Budapesten,
- Pécsett,
- Kalocsán,
- Miskolcon,
- a Szent Ignác Szakkollégiumban,
- a ReNaissance Tanulmányi Házban,
- a belgiumi ösztöndíjasok körében (Fondation Stanislas Kostka),
- a leuveni ösztöndíjasoknál
- a Faludi Akadémia mellett.

## Fiatalok a vezetésben
2004. pünkösdkor az egyesület teljes generációváltást hajtott végre az elnökségben: a vezető tisztségviselők átlagéletkora 26 év lett. Volt Szent Ignác szakkollégisták vették kézbe az egyesület munkájának irányítását, legfőbb célul tűzve ki, hogy hatékony hálózatot építsenek a működő jezsuita intézményekből kikerülő diákok összekapcsolásával.
Elnöke Nagy Gábor ügyvéd, aki az Ybl Klubot is igazgatja; főtitkára Tóth András versenyjogász-ügyvéd, a White&Case Budapest munkatársa; gazdasági igazgatója Dudás Zsófia, nemzetközi konzulense Seres Tamás ügyvéd, ifjúsági konzulense pedig Alakszai Zoltán.

## Aktivitás
Az Egyesület azóta intenzív kapcsolatot ápol a volt és jelenlegi jezsuita diákokkal és a jezsuita renddel. Rendszeres ösztöndíjakat biztosít a kiemelkedő tehetségek támogatásához.
A JIDE aktív nemzetközi tevékenységet is kifejt: tagja az Európai Jezsuita Alumni Konföderációnak és a Világuniónak.
2008-tól kezdve ösztöndíjas diákot küld az Európai Parlamentben dolgozó magyar EP képviselők egyike mellé, az EP munkájának egyes szakpolitikai vonatkozásait tanulmányozandó.
Taglétszáma 1000 fő körül mozog.

## Külső hivatkozások
- hivatalos oldal